# カーニバル・トライアンフ
カーニバル・トライアンフ（Carnival Triumph）は、カーニバルクルーズラインが運航する大型クルーズ客船である。

## 概要
カーニバル・デスティニー級の2番船として、イタリアのフィンカンティエリ社により建造され、1999年に就航した。
「ザ・グレート・シティ・オブ・ザ・ワールド」デッキは13層に分かれており、5カテゴリー1379室の船室のほか、映画館、スパ、カジノ、図書館、ゲームセンター、プール、インターネットカフェ、ダンスクラブ、ヘルスクラブ、ビューティーサロン、ジョギングトラック、エアロバイクスタジオ、プールなどのエンターテイメント施設を備えている。

## 事故・トラブル

### コスタ・コンコルディア座礁事故の訴訟の影響
2012年3月29日、コスタ·コンコルディア座礁事故で死亡したドイツ人観光客の親族がテキサス州ガルベストンの連邦裁判所に提訴した1千万ドルの訴訟により、被告であるカーニバルクルーズの関連資産として差し押さえられた。裁判官はカーニバル・トライアンフのガルベストンへの回航を命じ、公聴会が予定されるまでの間、乗船客と貨物の下船、港内での移動は許可された。

### 機関室火災による漂流
2013年2月10日、メキシコ湾クルーズの途上、メキシコユカタン半島240キロメートル沖合で機関室より火災が発生。火災自体は、自動消火装置により鎮火することができたが動力や発電装置が停止したため、乗客3,143人と乗員1,086人を乗せたまま一時漂流することとなった。アメリカ沿岸警備隊の監視下のもと、救助に向かったタグボートに曳航され、同月14日、アメリカ合衆国アラバマ州のモービル港に到着。乗客らは漂流中、トイレやエアコンが停止した中で不便を強いられたため、カーニバル社側は乗船費用の返金に加え、迷惑料として1人500ドル及び帰りの交通費などを支払った。

### 接触事故
2013年4月3日、前述の機関室火災の修理のためアラバマ州モビール港に入港中、強風により係留が外れ、アメリカ陸軍工兵隊所属の貨物船ドレッジ・ウィラー（Dredge Wheeler）と接触、船尾が約6.1メートルにわたって損傷した。アメリカ沿岸警備隊とタグボートが事故対応に当たったが、強風により約20メートルの位置にあったドックの小屋が倒壊、2名の労働者が巻き込まれ、1名は水面から救出され病院に搬送されたが、もう1名は9日後に遺体で発見された。船の修理は予定より10日遅れとなり、更に2つのクルーズが中止となった。その後、6月13日から運航を再開した。